# Староґруд (Куявсько-Поморське воєводство)
Староґруд (пол. Starogród) — село в Польщі, у гміні Хелмно Хелмінського повіту Куявсько-Поморського воєводства.
Населення — 507 осіб (2011).
У 1975-1998 роках село належало до Торунського воєводства.

## Демографія
Демографічна структура станом на 31 березня 2011 року:
|          | Загалом | Допрацездатний вік | Працездатний вік | Постпрацездатний вік |
| -------- | ------- | ------------------ | ---------------- | -------------------- |
| Чоловіки | 257     | 55                 | 178              | 24                   |
| Жінки    | 250     | 46                 | 155              | 49                   |
| Разом    | 507     | 101                | 333              | 73                   |